# 裸腹片唇鮈
裸腹片唇鮈（学名：Platysmacheilus nudiventris）为輻鰭魚綱鯉形目鲤科片唇鮈屬的鱼类，是中国的特有物种。分布于金沙江水系等，體長可達7.1公分。该物种的模式产地在陕西、湖北、四川。棲息在中底層水域。

## 扩展阅读
維基物種上的相關：裸腹片唇鮈